# 주캄보디아 대한민국 대사관
주캄보디아 대한민국 대사관(크메르어: ស្ថានទូតសាធារណរដ្ឋកូរ៉េប្រចាំកម្ពុជា)은 캄보디아 프놈펜에 개설된 대한민국 외교부 소속의 대사관이다. 몇 차례의 외교관계 수립 및 단절 끝에 1997년부터 현재의 외교 관계가 이어져오고 있다.

## 공관 연혁
- 1962년 7월 11일: 캄보디아 프놈펜에 주캄보디아 대한민국 총영사관 설립
- 1967년 1월 13일: 주캄보디아 대한민국 총영사관 폐쇄
- 1970년 5월 18일: 대한민국, 크메르 공화국과 수교
- 1970년 7월 1일: 주크메르 대한민국 대표부 설립
- 1970년 8월 15일: 주크메르 대한민국 대사관으로 승격
- 1975년 4월 5일: 주크메르 대한민국 대사관 폐쇄와 함께 외교 관계 단절
- 1996년 9월 18일: 캄보디아 프놈펜에 주캄보디아 대한민국 대표부 설립
- 1997년 10월 30일: 대한민국, 캄보디아와의 외교 관계 정상화
- 1998년 2월 28일: 주캄보디아 대한민국 대사관으로 승격

## 역대 공관장
| 대수        | 성명   | 임명             |
| ----------- | ------ | ---------------- |
| 제1대 대사  | 박경태 | 1997년 11월 28일 |
| 제2대 대사  | 김원태 | 1999년 3월 23일  |
| 제3대 대사  | 이원형 | 2001년 3월 8일   |
| 제4대 대사  | 이한곤 | 2003년 7월 30일  |
| 제5대 대사  | 신현석 | 2006년 3월 17일  |
| 제6대 대사  | 이경수 | 2009년 4월 10일  |
| 제7대 대사  | 장호진 | 2010년 10월 21일 |
| 제8대 대사  | 김한수 | 2012년 4월 17일  |
| 제9대 대사  | 김원진 | 2015년 2월 9일   |
| 제10대 대사 | 오낙영 | 2018년 2월 6일   |
| 제11대 대사 | 박흥경 | 2019년 11월 18일 |
| 제12대 대사 | 박정욱 | 2023년 1월 12일  |

## 같이 보기
- 대한민국-캄보디아 관계
- 주한 캄보디아 대사관
- 대한민국의 재외공관 목록
- 캄보디아 주재 외국공관 목록